# ラサ三大寺
ラサ三大寺（らさ-さんだいじ）は、チベット仏教ゲルク派の六大僧院のうち、チベットのウー地方のラサ近郊に位置するガンデン寺・セラ寺・デプン寺の三ヶ寺をまとめて呼ぶ場合の呼称。
ラランパ・ゲシェー学位の試験や、ギュメ寺・ギュト寺における密教修行、ガンデン・ティパ（ガンデン寺座主）をはじめとする組織人事など、三ヶ寺が一体として行動する場合が多い。
また、蒙古ラマ、タングートラマなどがラサ巡礼に来た場合、三大寺いずれかに世話になる。巡礼ラマがラサ到着後、しばらくすると各寺から勧誘に訪れ、どこに属するか決めることになる。